# Christian Liljegren

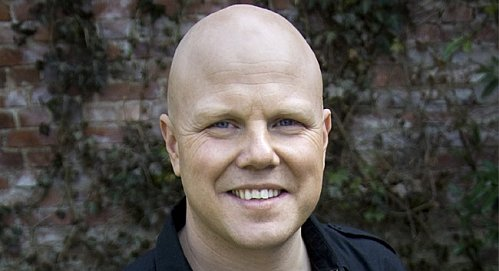
Christian Liljegren

Christian Liljegren (* 1972, zwischenzeitlich Christian Rivel) ist ein schwedischer Sänger, Komponist und Labelbesitzer der christlichen Metal-Szene.
Liljegren gründete 1993 zusammen mit Carl Johan Grimmark die Band Narnia, deren Leadsänger und Texter er bis 2007 war. Nachdem der Plattenvertrag zwischen Nuclear Blast und Narnia ausgelaufen war, gründete Rivel das Label Rivel Records. Dort werden bis heute unter anderem die Alben von Narnia, Veni Domine, Divinefire, Slechtvalk, Grimmark, Harmony und Majestic Vanguard veröffentlicht.
2004 gründete Christian Liljegren zusammen mit Jani Stefanovic (Essence of Sorrow, Miseration, Renascent) die Symphonic-Metal-Band Divinefire, welche vier Studioalben bei Rivel Records veröffentlichten. Zudem war und ist Liljegren Sänger der Bands Audiovision, Flagship und Wisdom Call.
Im April 2008 zog sich Liljegren als Sänger von Narnia zurück. Die Band bestand ohne ihn bis 2010 weiter. Das Projekt Divinefire führt Christian Liljegren seit 2010 mit neuer Besetzung weiter.
Er ist auch Mitbegründer der Band Golden Resurrection.
Christian Liljegren nahm bei seiner Hochzeit den Nachnamen seiner Frau an und hieß bis zur Scheidung Christian Rivel. Seine Frau ist Urenkelin des bekannten Clowns Charlie Rivel. Nach der Scheidung im Jahr 2007 nahm er wieder seinen Geburtsnamen an. Sein Label Rivel Records fungiert seither unter dem Namen Christian Music Sweden.